# Augustyn Gabor
Augustyn Gabor OFM (ur. 1878 w Suchych Łanach, zm. 14 grudnia 1964 w Górze Świętej Anny) – polski kapłan, franciszkanin, prowincjał.
Augustyn Gabor należał do górnośląskiej Prowincji Wniebowzięcia Najświętszej Maryi Panny Zakonu Braci Mniejszych – Franciszkanów, której był prowincjałem w latach 1932–1935.
Do zakonu wstąpił w Prowincji św. Jadwigi Zakonu Braci Mniejszych w Królestwie Prus. Pierwszą profesję złożył 30 sierpnia 1896, wieczystą 3 września 1899. Został wyświęcony na kapłana 21 czerwca 1904.
W 1923 Gabor przeszedł do prowincji Niepokalanego poczęcia Najświętszej Maryi Panny w Polsce, która od 1932 zmieniła nazwę na Prowincja Wniebowzięcia Najświętszej Maryi Panny Zakonu Braci Mniejszych. Należał do zarządu prowincji, będąc definitorem. W latach 1923–1926 był gwardianem klasztoru w Katowicach-Panewnikach. Gdy z urzędu prowincjała zrezygnował Ludwik Kasperczyk, Gabor został wybrany przez zarząd zakonu wikariuszem prowincjalnym 20 maja 1931. Przez uczestników kapituły prowincjalnej, która miała miejsce w następnym roku, wybrany został prowincjałem. W latach 1938–1941 był gwardianem w klasztorze franciszkanów w Wieluniu.
Po II wojnie światowej Gabor przeniósł się do prowincji wrocławskiej. Zmarł w klasztorze na Górze Świętej Anny 14 grudnia 1964. Został pochowany na tamtejszym cmentarzu zakonnym.